# Cispinilus
Cispinilus là một chi nhện trong họ Pisauridae.